# Simulium rithrogenophilum
Simulium rithrogenophilum är en tvåvingeart som beskrevs av Konurbayev 1984. Simulium rithrogenophilum ingår i släktet Simulium och familjen knott. Inga underarter finns listade i Catalogue of Life.